# Wanderrudern

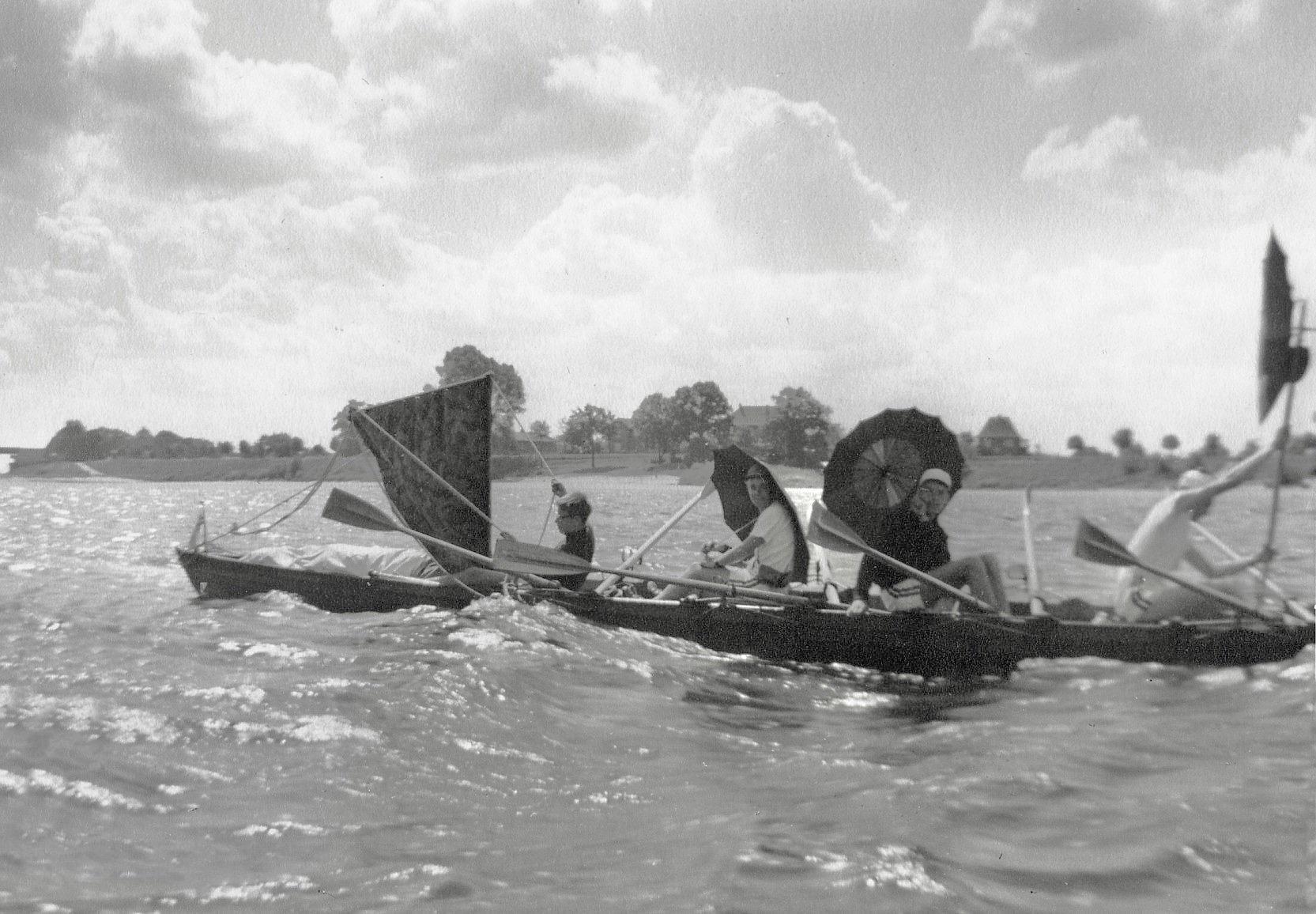
Wanderrudern auf der Elbe (1959), Schülerruderverein des Matthias-Claudius-Gymnasiums

Wanderrudern oder Wander-Rudern ist eine Ausprägung des Rudersports, bei der längere Strecken – oft über mehrere Tage – auf Flüssen und größeren Binnengewässern zurückgelegt werden. Der Deutsche Ruderverband definiert Wanderfahrten (im Sinne seiner Fahrtenabzeichen) als eintägige Fahrten mit mindestens 30 km bzw. Fahrten mit mindestens zwei aufeinander folgenden Rudertagen (ohne zwischenzeitliche Rückkehr des Bootes zum Bootshaus) und einer Gesamtstrecke von mindestens 40 km. Eine weitergehende Definition, die ohne Mindestkilometer auskommt „spricht von Wanderrudern und Wanderfahrt, wenn es sich nicht um Wettkampfrudern handelt und wenn beim Rudern das Hausgewässer des Vereins (...) verlassen wird und wenn die Fahrt Vorbereitungen erfordert, die für den ständigen Ruderbetrieb ab Bootshaus nicht erforderlich sind.“
Wanderrudern bietet vielfältige Erlebnismöglichkeiten, z. B. Sport, Vergnügen, Gemeinschaft, Naturerlebnis, Kulturbegegnung und das Kennenlernen der befahrenen Region. Wanderruderer bevorzugen vor allem naturnahe Fließgewässer mit einer vielfältigen Ufervegetation aus natürlichem Bewuchs sowie räumliche Tiefe durch große, offene Wasserflächen und Fernwirkungen durch Berg- oder Hügelkulissen. Die Präferenz erhöht sich zudem durch ruhige Gewässer mit wenig Verkehr sowie glattes Wasser. Wichtig ist ebenfalls ein Kontrast zwischen Städten und freier Natur und Landschaft, da Wanderruderer oft bei städtischen Rudervereinen übernachten und nicht selten ein kulturelles und gastronomisches Angebot in Anspruch nehmen.

## Geschichte

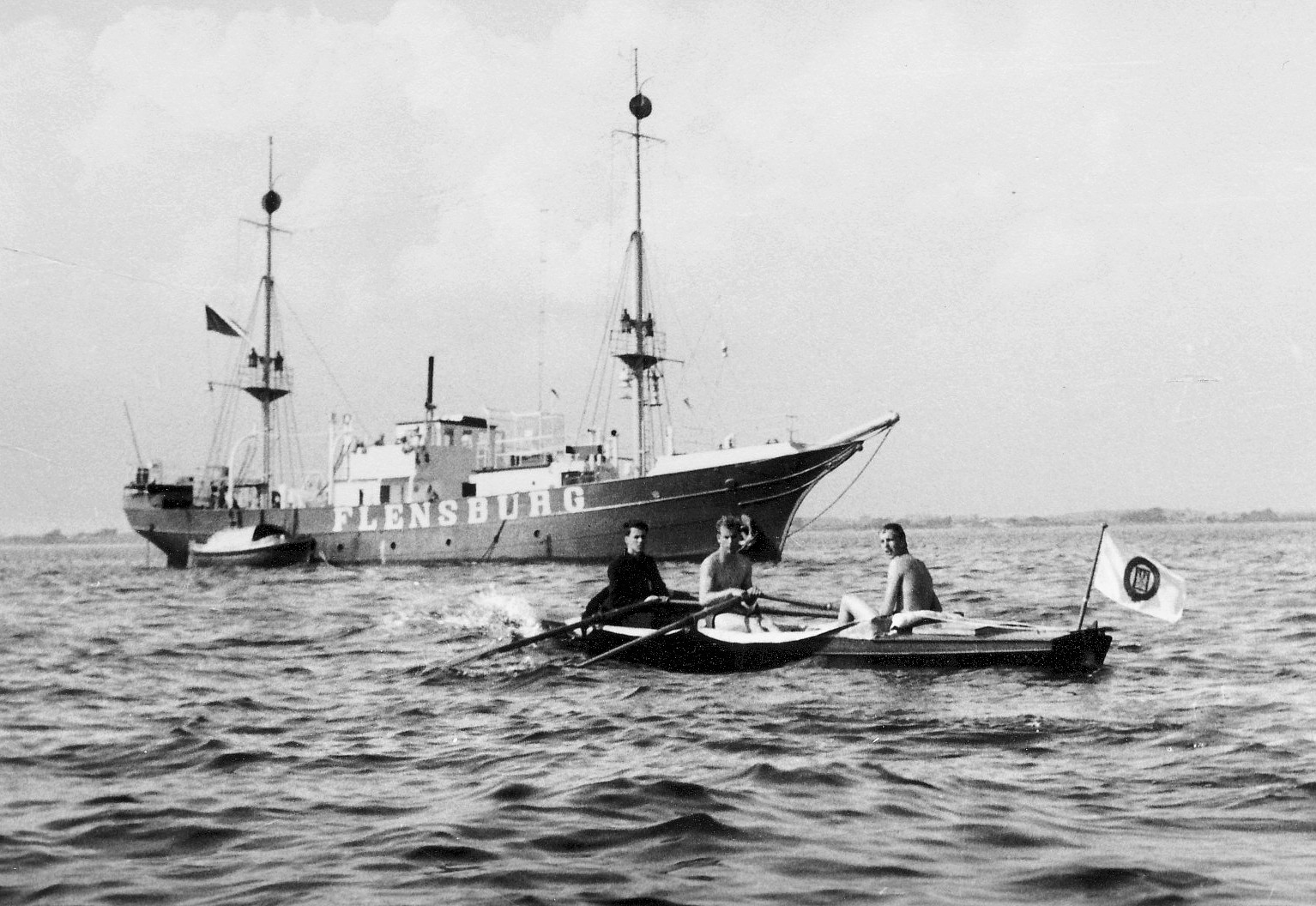
Wanderrudern auf der Flensburger Förde (1960), im Hintergrund das Feuerschiff Flensburg.

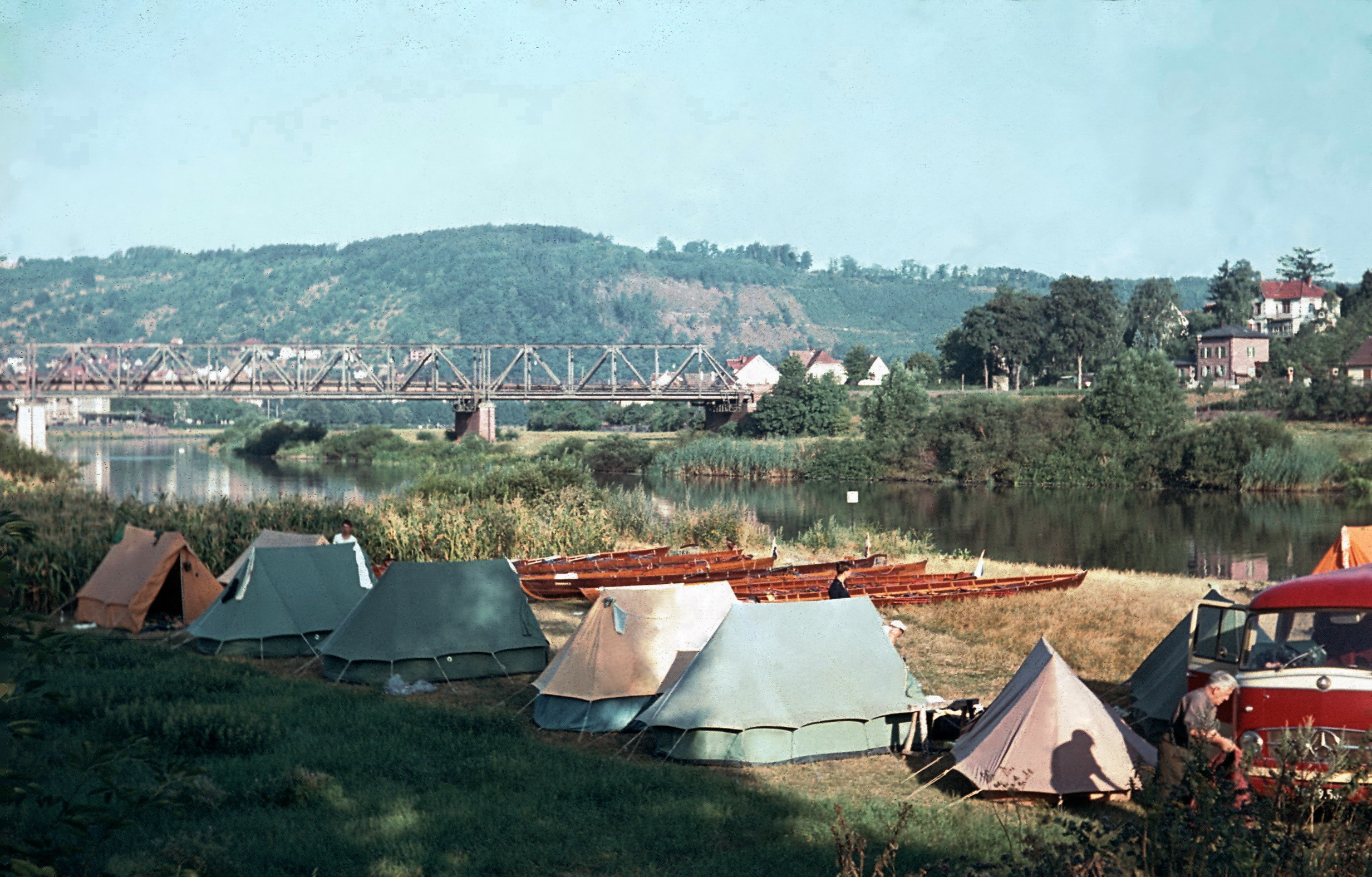
Zeltplatz in Wertheim am Main, Wanderfahrt Bamberg – Mainz (1964).

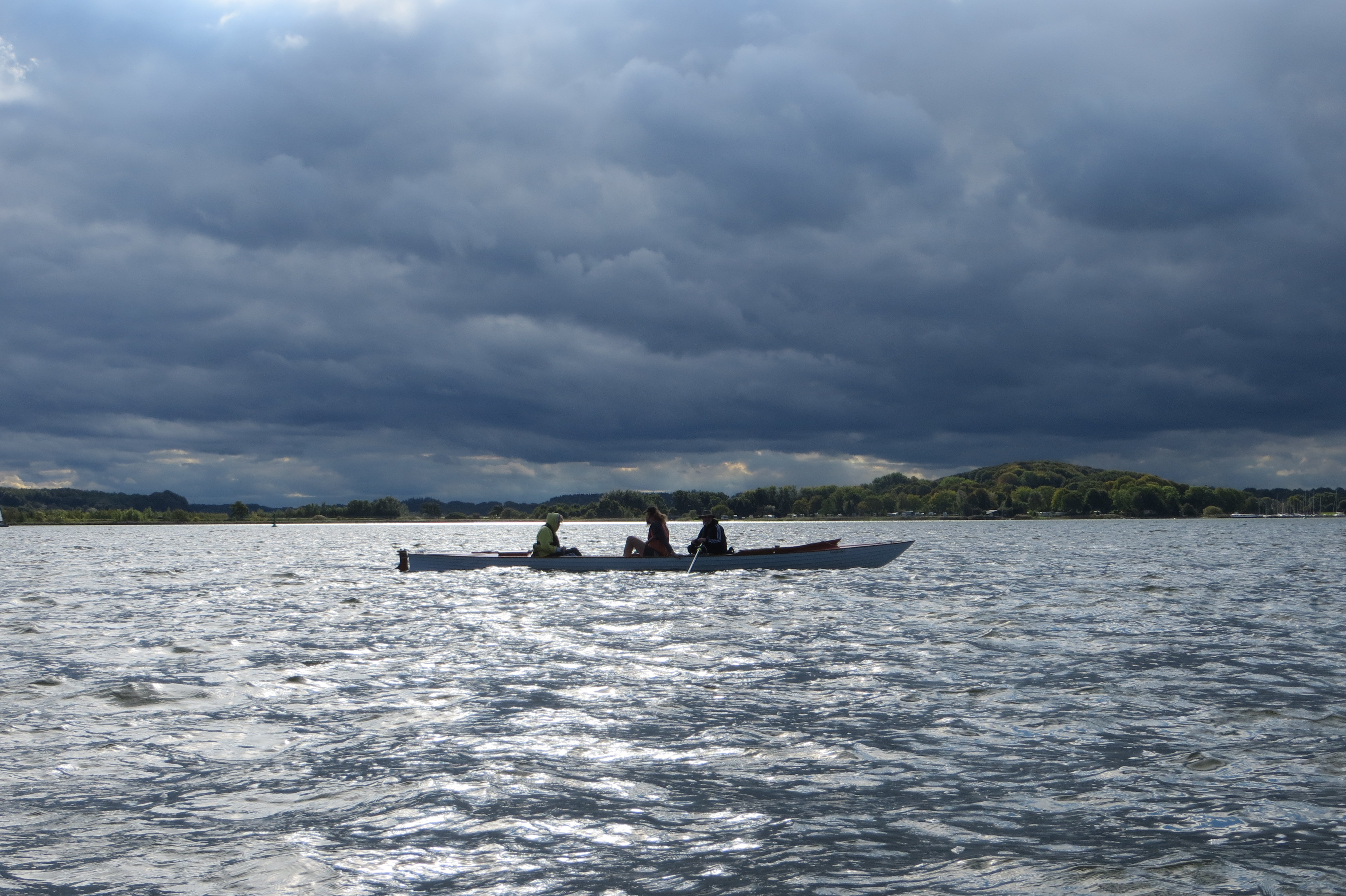
Wanderfahrt auf der Schlei (2020)

Der Sport kam Ende des 19. Jahrhunderts auf und hat speziell in Norddeutschland zahlreiche Anhänger. Viele um die Jahrhundertwende gegründete Vereine hatten das Ziel, im Gegensatz zu vornehmen Ruderklubs auch weniger begüterten Kreisen diese Sportart zu ermöglichen. Neben dem Rudern als erlebnisreichem Volkssport förderten sie insbesondere das Jugend- und Frauenrudern, was oft zu angeregter öffentlicher Debatte führte. Zu den ersten dieser Rudervereine gehörten in der Umgebung Berlins der Märkische Ruderverein (gegründet 1901) und der Ruder-Verein Preußen (1903). 1911 gründete „eine Schar von 29 fahrtenlustigen Ruderern“ die Wanderrudergesellschaft „Die Wikinger“ e. V. zur Förderung des bis dahin in Hamburg vernachlässigten Wanderruderns. Erst nach dem Ende des Ersten Weltkriegs 1919 wurden Wanderrudervereine in den bereits 36 Jahre zuvor gegründeten Deutschen Ruderverband aufgenommen. Aus damaliger Sicht passte das Wanderrudern nicht in das Bild des leistungsorientierten Vereins- und Rennruderns. Marie von Bunsen war vermutlich die erste Frau in Deutschland, die allein in ihrem Ruderboot Wanderrudertouren unternahm. Von ihren Erlebnissen zwischen 1905 und 1915 auf Flüssen und Kanälen berichtet sie in ihrem Buch „Im Ruderboot durch Deutschland“, das 1914 im Fischer Verlag erschien. Zu den Schülermeistern in der Sportart gehörte etwa 1937, 1938 und 1939  in Berlin Peter Trampe (später Vorstand der Deutsch-Kanadischen Gesellschaft).

## Bootsmaterial
Die Wanderruderei bevorzugt breitere (Gig-) Boote, die stabiler sind als die für das Rennrudern genutzten Wettkampfboote. Wurden früher vorwiegend Holzboote in Klinkerbauweise benutzt, überwiegen heute faserverstärkte Kunststoffe. Typische Wanderboote sind oft mit wasserdichtem Stauraum ausgestattet. Die Ausdehnung der Wanderfahrten über einen Tagesausflug hinaus ermöglicht das Erkunden ganzer Flussläufe, Kanäle und interessanter Uferlandschaften.

## Touren
Gut trainierten Personen sind flussaufwärts Tagesleistungen von einigen Dutzend Kilometern möglich, flussabwärts je nach Strömung bis zu 100 km. Übernachtet wird im Freien, auf Campingplätzen oder in Herbergen. Üblich ist auch das Übernachten in Vereinsbootshäusern oder in Zelten entlang des Gewässerverlaufs. Viele Vereine bieten dies gegen ein geringes Entgelt an. Das Gepäck kann entweder in den Booten selbst oder mit einem Begleitfahrzeug an Land befördert werden. Die Tourenplanung kann mit Hilfe von Flussführern erfolgen. Eine besondere Herausforderung ist das Überwinden von Staustufen in Schleusenkammern, die häufig mit dem Berufsschiffsverkehr durchgeführt werden müssen. Bei kleineren Flussläufen ohne Schleusenkammern ist ein „Umtragen“ der Boote oder ein Umfahren der Höhenniveaus in eigens dafür geschaffenen kurzen Kanälen als „Achterbahnfahrt“ notwendig.
Vereinswanderfahrten, auch mit Booten mehrerer Rudervereine und mit „gemischten Besatzungen“, werden häufig an Feiertagen (Pfingsten, Ostern), oder in den Ferien durchgeführt. Viele Schulen haben eigene Vereine für das Wanderrudern und führen regelmäßige Wanderfahrten oder Regatten durch. Da Wanderrudern keine olympische Sportart ist, zielen Großveranstaltungen wie Wanderrudertreffen weniger auf den Spitzen- als auf den Breitensport. Wichtigster Vereinspreis im Wanderrudern ist in Deutschland der Georg-Winsauer-Wanderruderpreis. Zunehmender Beliebtheit erfreuen sich auch Familienurlaube im Bereich der norddeutschen oder polnischen Seenplatten.
Mit einem über 10.000 km langen Netz von Bundes- und Landeswasserstraßen, vielen Fließgewässern, die nur für Kanus und Ruderboote befahrbar sind und zahlreichen Seen sowie Wasserverbindungen zu den europäischen Nachbarn und zusätzlich etwa 1000 Städten an Wasserlagen verfügt Deutschland über sehr gute Voraussetzungen für das Wanderrudern. Nicht selten werden auf Wanderfahrten längere Strecken über mehrere Tage zurückgelegt. Dabei werden unterschiedliche Gewässer durchfahren und auch Fahrten über nationale Grenzen hinweg durchgeführt. Die Boote werden zum Ziel- und vom Endpunkt einer Wanderfahrt entweder durch vereinseigene Bootsanhänger oder auf offenen Güterwagen der Bahn transportiert.